# 平沼孝啓
平沼 孝啓（ひらぬま こうき、Kohki Hiranuma、1971年8月21日 - ）は、日本の建築家。 Kohki Hiranuma Architect & Associates.,khaa主宰。現在は建築家の藤本壮介らとNPO/AAFを主宰。

## 略歴
1971年大阪府出身。大阪工業大学建築学科を卒業。その後、ロンドンのAAスクール（Architectural Association School of Architecture）で建築デザインを学ぶ（中退）。1999年にHs WorkSHop-ASIA （建築デザイン研究所 / ヒーズワークショップ-アジア）を設立。2009年平沼孝啓建築研究所設立。

## 主な作品
主な作品に、20代で発表された処女作「時間の家（じかんのいえ）」は、日本建築士会連合会賞 を受賞。模様替えが必然になっていた飲食店舗を、5年をかけて解体していくという、プロセスを設計したリノベーション・プロジェクト「SOYA（ソヤ）」で、JCD準大賞を受賞。また、地域の日常にある建築に継続のあり方を探ったプロジェクト、アートディレクターのナガオカケンメイが主宰する、ロングライフ・デザイン・リサイクルストア「D&DEPRTMENT PROJECT（ディアンドデパートメントプロジェクト）」のコンバージョン作品や、2008年に東京大学（駒場キャンパス）に設計した間伐材による環境型木造建築「東京大学くうかん実験棟」などの建築作品がある。

## 主な受賞歴
日本建築学会作品選奨（2009年）、グランド・デザイン賞（2004年・英）やジャーマン・アワード特別賞（2014年・独）、イノベイティブ・アーキテクチュア国際建築賞（2005年・伊）やウッド・アーキテクチャー・アワード（2015年・北米）など、世界10か国70を超える多くの受賞歴がある。近年に国内では、建築史・評論家の五十嵐太郎らと日本建築学会教育賞を受賞している。

## 主な展覧会[2]
- 2007年 サムソンミュージアム（韓国・ソウル）
- 2008年 キングモックット大学（タイ・バンコク)
- 2009年 国立国際美術館（日本・大阪) [4]
- 2014年 ヴェネチア・ビエンナーレ国際建築展（イタリア・ヴェネチア)

## 出演
- YouTube 「unknown architecture Report of KOHKI HIRANUMA」国立国際美術館展映像 ©2009